# كارل ميلر (ممثل)
كارل ميلر (بالإنجليزية: Carl Miller)‏ هو ممثل أمريكي، ولد في 9 أغسطس 1893 في الولايات المتحدة، وتوفي في 22 يناير 1979 بهونولولو في الولايات المتحدة. بدأ مشواره المهني سنة 1917.

## أعمال

### أفلام
- (1921) الطفل
- (1923) امرأة باريس

## وصلات خارجية
- كارل ميلر على موقع IMDb (الإنجليزية)
- كارل ميلر على موقع قاعدة بيانات الفيلم (الإنجليزية)